# Reakcija adicije
U organskoj hemiji reakcija adicije je reakcija kojom se dva ili više molekula kombinuju da formira jedan veći molekul.
Reakcija adicije je ograničena na hemijska jedinjenja koja imaju višestruko vezane atome, kao što su molekuli sa ugljenik-ugljenik dvostrukim vezama, i.e., alkeni, ili sa trostrukim vezama, i.e., alkini. Takođe su obuhvaćeni molekuli koji sadrže ugljenik - heteroatom dvostruke veze, poput karbonilnih (C=O) grupa ili imino (C=N) grupa.
Postoje dva glavna tipa polarnih reakcija adicije: elektrofilna adicija i nukleofilna adicija. Isto tako postoje i dva tipa nepolarnih reakcija adicije: adicija slobodnih radikala i cikloadicija.
Reakcija adicije je suprotna reakciji eliminacije, na primer reakcija hidratacije alkena i dehidratacije alkohola. Reakcije adicije se takođe sreću kod polimerizacije, i zovu se polimerizaciona adicija.